# Hipopede de Booth
En geometria, una hipopede de Booth (del grec ἱπποπέδη grills pels peus dels caballs)és una corba plana determinada per una equació de la forma
{\displaystyle (x^{2}+y^{2})^{2}=cx^{2}+dy^{2}},
on se suposa que c >0 i c >d donat que els casos restants o bé es redueixen a un únic punt o bé es poden posar de la forma donada amb una rotació. Les hipopedes de Booth són corbes algebraiques racionals bicirculars de grau 4 i són simètriques respecte d'ambdós eixos x e y. Quan d>0 la corba té una forma ovalada i sovint es coneix com un oval de Booth, i quan d<0 que la corba s'assembla a un vuit girat, o a lemniscata, i es coneix sovint com una lemniscata de Booth, en honor de James Booth (1806-1878) qui les va estudiar. Les hipopedes també varen ser estudiades per Procle (pel que s'anomenen a vegades Hipoede de Proclus) i Èudox de Cnidos. Per d = −c, l'hipopede correspon a la Lemniscata de bernoulli.

## Definició com seccions d'un torus

hipopedes amb a = 1, b = 0.1, 0.2, 0.5, 1.0, 1.5, i 2.0.

hipopedes amb b = 1, a = 0.1, 0.2, 0.5, 1.0, 1.5, i 2.0.

Els hipopedes es poden definir com la corba formada per la intersecció d'un torus i un pla, on el pla és paral·lel a l'eix del torus i tangent a ell en el circumferència interior. Per tant, és una secció spirica de Perseu que és un tipus de secció tòrica.
Si una circumferència amb radi a es girat entorn d'un eix a distància b del seu centre, llavors l'equació de l'hippopede que en resulta en coordenades polars és
{\displaystyle r^{2}=4b(a-b\sin ^{2}\theta )\,}
o en Coordenades cartesianes
{\displaystyle (x^{2}+y^{2})^{2}+4b(b-a)(x^{2}+y^{2})=4b^{2}x^{2}\,}.
Fixeu-vos que quan a >b el torus es talla a si mateix, per tant no s'assembla a la imatge habitual d'un torus.